# Paula Ballesteros Heichen
Paula Ballesteros Heichen (Hamburgo, 5 de junio de 1889 - Londres, 3 de febrero de 1970) fue una enfermera y actriz alemana de origen española.

## Biografía
Nació en un barrio a las afueras de Hamburgo el 5 de junio de 1889. Sus padres, José Ballesteros, un inmigrante español y Kathrine Heichen, una vendedora alemana, murieron en un reyerta. Paula fue criada por su tía Melisa Molley, una comerciante inglesa adinerada que la envió durante su etapa escolar a las mejores escuelas primarias y secundarias de Londres. Empezó la carrera de Medicina en 1909, en la Universidad de Galloway. Una vez finalizada su carrera, se casó con Joe Mriver en 1915 y un año más tarde tuvo a su primer y único hijo, Allan Mriver. En 1919, viajó a España a visitar a sus familiares paternos pero, tras tres meses, decidió quedarse allí para trabajar como enfermera en el Hospital Villanueva de Calles de Lérida. Al comienzo de la guerra civil española en 1936, no paró de viajar por España, para atender heridos graves, pues era una de las pocas enfermeras que lo hacían gratis. Trabajó para bando republicano, como enfermera y como actriz en su tiempo libre para entretener a los enfermos. Al final de la contienda, el dictador Francisco Franco mandó una orden de busca y captura contra aquellos que cooperaron con el bando republicano, así que tuvo que volver a Inglaterra. Allí trabajó como actriz de teatro. Actuó en diez obras, de las cuales, ocho fueron como protagonista y dos como actriz secundaria. Murió en su casa de Londres el 3 de febrero de 1970.

## Obras de teatro

### Como protagonista
- Como Alice en "Noches de Luna" (1940)
- Como Rose en "Fantástico!" (1946)
- Como Grace en "Tú, yo y el perro" (1949)
- Como Susan en "Cuando el amor se vuelve odio" (1955)
- Como Josefa en "Vive Europa" (1957)
- Como Martina en "La casa del monte lejano" (1960)
- Como Anne en "El Molino" (1960)
- Como Lune en "Santa Lucía" (1963)

### Como actriz secundaria
- Como Marie en "Secretos de allí" (1951)
- Como Tatiane en "Mentira" (1956)

- Datos: Q6067329